# Крстац (Чайниче)
Крстац (серб. Крстац, босн. Krstac) — населённый пункт (деревня) в общине Чайниче, который принадлежит энтитету Республике Сербской, Босния и Герцеговина. По результатам югославской переписи населения 1991 года в Крстаце проживало 81 человек.

## Население
В населении деревни преобладают сербы, также значительна доля мусульман (боснийцев).
| 1961                           | 1971 | 1981 | 1991 | - | - | - |
| ------------------------------ | ---- | ---- | ---- | - | - | - |
| 203                            | 206  | 164  | 81   | - | - | - |
| Гистограмма динамики населения |      |      |      |   |   |   |

### Национальный состав населения
На 1991 год:
- сербы — 46 человек (56,79 %);
- хорваты — 0 человек (0,00 %);
- мусульмане — 34 человека (41,98 %);
- югославы — 1 человек (1,23 %);
- другие и неизвестно — 0 человек (0,00 %).